# Groote Heide (oorspronkelijk)

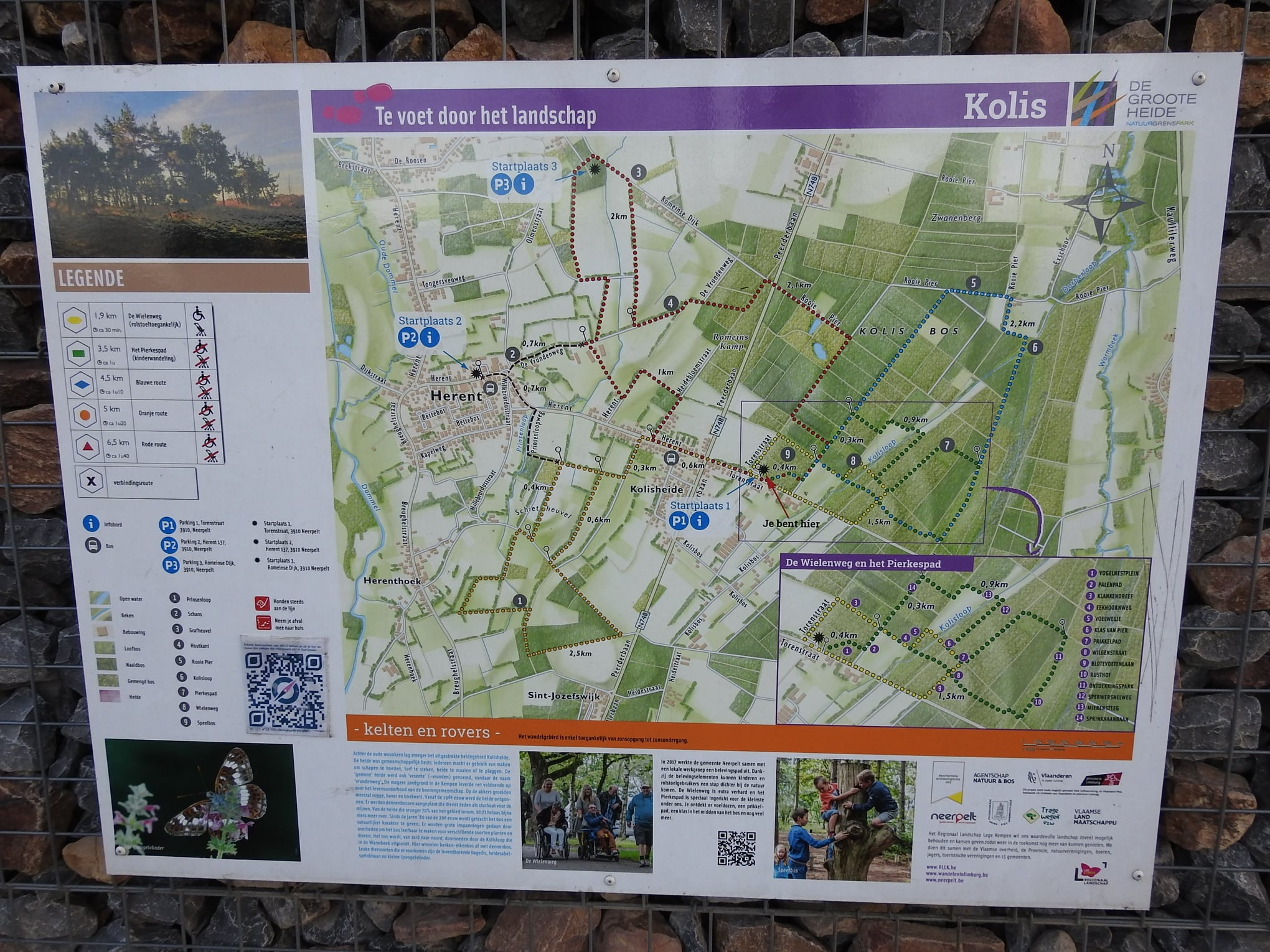
Wandelbord natuurgrenspark Groote Heide

De Groote Heide was tot ca. 1900 een groot heidegebied dat zich uitstrekte tussen Heeze, Geldrop, Eindhoven, Valkenswaard en de Achelse Kluis. Het gebied was ongeveer 5000 hectare groot en werd begrensd door Tongelreep en Strijper Aa.
In het gebied waren wel wat kleine ontginningen te vinden, de zogenaamde kampjes, geïsoleerde, door houtwallen omgeven akkertjes. Overblijfselen hiervan vindt men in het noordoosten van het later ontstane Leenderbos. Ook werd de heide gebruikt voor de valkenvangst, een belangrijke broodwinning voor de inwoners van Valkenswaard en omgeving. Hiertoe waren vangplaatsen met een zogenaamde tobhut ingericht.
Vooral in het begin van de 20e eeuw vonden er grootschalige ontginningen plaats, waarbij vennen werden drooggelegd en voornamelijk naaldbos aangeplant. Bos werd aangeplant in een gebied dat toebehoorde aan de familie Van Tuyll van Serooskerken, kasteelheren van Heeze. Het Groot Huisven werd drooggelegd en omgezet in weidegrond.
In de jaren 1930 werd het Leenderbos aangelegd, waarbij een groot deel van het heidegebied met naaldhout werd beplant. Toen in 1940 de Tweede Wereldoorlog uitbrak werden deze werkzaamheden gestaakt.
Versnippering van de Groote Heide vond verder plaats door de aanleg van autosnelwegen, met name de A2 en de A67 (1963-1973), met het knooppunt Leenderheide (1963). Deze wegen en knooppunten werden later nog verbreed.
De Groote Heide is verdeeld geraakt over een aantal gebieden met verschillende namen en eigenaren:
- Groote Heide (Achelse Kluis) is het gebied tussen het Leenderbos en de Achelse Kluis, dat door het uitbreken van de Tweede Wereldoorlog nooit met bos beplant is geweest, en in bezit is van Staatsbosbeheer.
- Leenderheide of Groote Heide is het deel van de voormalige Groote Heide dat in bezit is van de Stichting Brabants Landschap, het is gelegen ten oosten van de A2.
- Groote Heide (Heeze), gebied dat vroeger in handen was van de kasteelheer van Heeze, en later deels in bezit is van Brabant Water, en deels in bezit van de gemeente Heeze-Leende. Dit gebied ligt ten oosten van de bezittingen van Brabants Landschap.
- Stratumse Heide, het deel van de Groote Heide tussen Stratum en de A67.

De genoemde gebieden maken deel uit van Natuurgrenspark De Groote Heide dat bestaat uit het Nederlandse Natura 2000-gebied Leenderbos, Groote Heide & De Plateaux en Belgische natuurgebieden als Hageven en Beverbeekse Heide.